# Ödön Tersztyánszky
Ödön Tersztyánszky   (Csákvár, 6 de març de 1890 - Budapest, 21 de juny de 1929) va ser un tirador hongarès que va competir durant la dècada de 1920.
El 1924 va prendre part en els Jocs Olímpics de París, on disputà tres proves del programa d'esgrima. Guanyà la medalla de plata en la prova de sabre per equips i la de bronze en la de floret per equips. En la de sabre individual quedà eliminat en sèries.
Quatre anys més tard, als Jocs d'Amsterdam, disputà novament tres proves del programa d'esgrima. Guanyà l'or en les proves de sabre individual i sabre per equips, mentre en la de floret per equips finalitzà en cinquena posició.
Va morir en un accident de cotxe a Budapest el 1929.